# Skåne tartomány
Skåne (ejtsd „szkóne”) Svédország egyik történelmi tartománya Dél-Svédországban. Szomszédai: Halland, Småland és Blekinge tartományok.

## Megye
A tartomány határai megközelítőleg egybeesnek a megye határaival.

## Történelem
A tartomány a középkorban Dániához tartozott. A roskildei béke után egész Skåne Svédország birtokába került. Bornholm fellázadt és visszaadták Dániának, míg a többi tartományt lassanként beolvasztották Svédországba. 1719-ben Skåne volt az utolsó, amely Svédország tartománya lett.
1979-ben létrejött a jobboldali populista Skånepartiet vagy más néven Scania párt, amelynek céljai között szerepelt Skåne függetlenségének elérése Svédországtól. Utóbb változott a párt álláspontja és már csak az autonómia növelését, valamint a svéd centralizáció megszüntetését követelték. A közelmúltban ismét erősödik a párt szeparatista irányvonala.

## Földrajz
- Legmagasabb hegycsúcs: Söderåsen, 212 méter
- Legalacsonyabb pont: Kristianstad, -2.7 méter
- Legnagyobb tó: Ivösjön-tó
- Nemzeti parkok: Dalby Söderskog, Söderåsen, Stenshuvud

## Települések
1. Malmö, 280,415
2. Helsingborg, 97,122
3. Lund, 82,800
4. Kristianstad, 35,711
5. Landskrona, 30,499
6. Trelleborg, 28,290
7. Ängelholm, 23,240
8. Hässleholm, 18,500
9. Ystad, 18,350
10. Eslöv, 17,748
11. Staffanstorp, 14,808
12. Höganäs, 14,107
13. Kävlinge, 9,049
14. Furulund, 4,180

## Nyelv
Skåne nyelvjárása régen még sokkal közelebb állt a dán nyelvhez (elsősorban annak keleti nyelvjárásaihoz). Egyes nyelvészek a különállónak sorolják be a régi scaniai nyelvet. Skåne lakossága ma svéd nyelvjárást beszél, amelybe beépültek a régi scaniai nyelv elemei. Csak néhány öregember maradt, aki valószínűleg beszéli ezt az ősi nyelvet. A régi scaniai nyelvre leginkább ma a Bornholm szigetén beszél dán nyelvjárás hasonlít.

## Címer
A címert 1660-ban, X. Károly Gusztáv svéd király temetésekor kapta. A címert Malmö címeréből mintázták. A tartomány hercegség is, ezért hercegi korona is látható a címeren.

## Itt született
- Tycho Brahe (1546–1601), dán csillagász
- Sophie Brahe (1559–1643), dán csillagász
- Mikkel Escholt (≈1600–1669), tudós
- Dietrich Buxtehude (≈1637–1707), orgonista
- Levin Möller (1709–1768), tudós
- Alexander Roslin (1718–1793), festő
- Johan Christopher Toll (1743–1817), katona és politikus
- Gustaf Wilhelm Palm (1810–1890), festő
- Amélie von Schwerin (1819–1897), festő
- Vilhelm Ekelund (1880–1949), költő
- Per Albin Hansson (1885–1946), svéd miniszterelnök
- Ruben Rausing (1895–1983), a Tetra Pak feltalálója
- Hjalmar Gullberg (1898–1961), költő
- Gunhild Sehlin (1911–1996), írónő
- Birgit Nilsson (1918–2005), Opera-énekesnő
- Viking Palm (1923–2009), birkózó, olimpiai bajnok
- Jarl Kulle (1927–1997), színész
- Ernst-Hugo Järegård (1928–1998), színész
- Max von Sydow (1929–2020), színész
- Bo Widerberg (1930–1997), filmrendező
- Jan Troell (* 1931), filmrendező
- Anita Ekberg (1931–2015), színésznő
- Siw Malmkvist (* 1936), énekesnő
- Bo Larsson (* 1944), labdarúgó
- Mikael Wiehe (* 1946), zenész
- Marie Fredriksson (1958–2019), énekesnő
- Lukas Moodysson (* 1969), író
- Henrik Larsson (* 1971), labdarúgó
- Timbuktu (* 1975), zenész
- Zlatan Ibrahimović (* 1981), labdarúgó
- Lykke Li (* 1986), énekesnő
- Kim Wall (1987–2017), újságíró
- Eric Saade (* 1990), Pop-énekes

## Külső hivatkozások
- Skåne – Turista információk